# Stanley (Contea di Chippewa, Wisconsin)
Stanley è un comune degli Stati Uniti d'America, situato nello Stato del Wisconsin, diviso tra la contea di Chippewa e la contea di Clark.